# Лёд XIII
Лёд XIII — моноклинная кристаллическая разновидность водного льда. Получают при охлаждении воды ниже −143 °C (130 K) и давлении 500 МПа. Разновидность льда V с упорядоченным расположением протонов.
Плотность льда XIII при атмосферном давлении 1,23 г/см³.
Обычный водный лёд относится по номенклатуре Бриджмена ко льду Ih. В лабораторных условиях (при разных температурах и давлениях) были созданы разные модификации льда: от льда II до льда XIX.